# F for Fake
F for Fake (Fraude en España, F de falso en Argentina y Venezuela) es una película docudrama de 1973 coescrita, dirigida y protagonizada por Orson Welles, quien trabajó en la película junto a François Reichenbach, Oja Kodar y Gary Graver.

## Reparto
- Orson Welles – Él mismo
- Elmyr de Hory – El falsificador de arte
- Oja Kodar – La chica
- Joseph Cotten – Participante especial
- François Reichenbach – Participante especial
- Richard Wilson – Participante especial
- Paul Stewart – Participante especial
- Mark Forgy – Asistente de Elmyr de Hory
- Alexander Welles – Participante especial (como Sasa Devcic)
- Gary Graver – Participante especial
- Andrés Vicente Gómez – Participante especial
- Julio Palinkas – Participante especial
- Christian Odasso – Participante especial
- Françoise Widhoff – Participante especial

### Otros
- Peter Bogdanovich – Participante especial (voz)
- William Alland – Participante especial (voz)
- Howard Hughes – Él mismo (sin acreditar)
- Jean-Pierre Aumont – Él mismo (sin acreditar)
- Laurence Harvey – Él mismo (sin acreditar)
- Clifford Irving – Él mismo (sin acreditar)
- Nina van Pallandt – Ella misma (sin acreditar)